# Tatu (película)
Tatu es una película nigeriana de 2017 dirigida por Don Omope. Fue escrita por Jude Idada y es una adaptación de la novela "Tatu", escrita por Abraham Nwankwo en 2014. Recibió varias nominaciones en los premios Africa Magic Viewers Choice 2018. También recibió la mayoría de las nominaciones conjuntas de esa premiación.

## Sinopsis
Tatuma es una hija concebida como sacrificio para la expiación de los pecados de su culto. El sacrificio debe realizarse cuando cumpla veintiún años.

## Producción
Tatu fue rodada en lugares de Lagos y Abuya, en un lapso de 12 meses.

## Elenco
- Toyin Abraham
- Segun Arinze
- Gabriel Afolayan
- Desmond Elliott
- Rahama Sadau
- Sambasa Nzeribe
- Funlola Aofiyebi-Raimi
- Hafiz 'Saka' Oyetoro
- Frank Donga

## Lanzamiento
Se estrenó en cines en julio de 2017 en Nigeria y en el Eko Hotel Convention Center, en la isla Victoria. En 2019, fue agregada al catálogo de Netflix.

## Recepción
Para la mayoría de los espectadores, la película tenía potenciales que no se cumplieron. En Nollywood Reinvented, obuvo una calificación del 52%.

## Premios y nominaciones
| Año  | Premios                              | Categoría                                                          | Nominado                                                      | Resultado | Ref.          |
| ---- | ------------------------------------ | ------------------------------------------------------------------ | ------------------------------------------------------------- | --------- | ------------- |
| 2017 | Premios Best of Nollywood            | Mejor actor en un papel principal: inglés                          | Gabriel Afolayan                                              | Nominado  | [ 14 ]        |
| 2017 | Premios Best of Nollywood            | Mejor actriz en un papel principal - Inglés                        | Rahama Sadau                                                  | Nominada  | [ 14 ]        |
| 2017 | Premios Best of Nollywood            | Mejor actor de reparto: inglés                                     | Segun Arinze, Sambasa Nzeribe                                 | Nominado  | [ 14 ]        |
| 2017 | Premios Best of Nollywood            | Mejor Actriz de Reparto - Inglés                                   | Toyin Abraham, Funlola Aofiyebi-Raimi                         | Nominada  | [ 14 ]        |
| 2017 | Premios Best of Nollywood            | Actor más prometedor                                               | Suara Olayinka                                                | Ganador   | [ 14 ]        |
| 2017 | Premios Best of Nollywood            | Mejor actriz infantil                                              | Teniola Awobiyi                                               | Ganador   | [ 14 ]        |
| 2017 | Premios Best of Nollywood            | Mejor actor infantil                                               | Dumebi Nzeribe                                                | Nominado  | [ 14 ]        |
| 2017 | Premios Best of Nollywood            | Película con el mejor guion                                        | Tatu                                                          | Nominado  | [ 14 ]        |
| 2017 | Premios Best of Nollywood            | Película con la mejor edición                                      | Tatu                                                          | Nominado  | [ 14 ]        |
| 2017 | Premios Best of Nollywood            | Película con la mejor banda sonora                                 | Tatu                                                          | Nominado  | [ 14 ]        |
| 2017 | Premios Best of Nollywood            | Película con el mejor diseño de producción                         | Tatu                                                          | Nominado  | [ 14 ]        |
| 2017 | Premios Best of Nollywood            | Película con la mejor cinematografía                               | Tatu                                                          | Nominado  | [ 14 ]        |
| 2017 | Premios Best of Nollywood            | Mejor uso del disfraz nigeriano en una película                    | Tatu                                                          | Nominado  | [ 14 ]        |
| 2017 | Premios Best of Nollywood            | Mejor uso del maquillaje en una película                           | Tatu                                                          | Nominado  | [ 14 ]        |
| 2017 | Premios Best of Nollywood            | Película del año                                                   | Tatu                                                          | Nominado  | [ 14 ]        |
| 2017 | Premios Best of Nollywood            | Director del año                                                   | Don Omope                                                     | Nominado  | [ 14 ]        |
| 2018 | Premios Africa Magic Viewers 'Choice | Mejor Cinematografía Películas / Series de TV                      | Tatu (Akpe Ododura)                                           | Nominado  | [ 15 ] [ 16 ] |
| 2018 | Premios Africa Magic Viewers 'Choice | Mejor editor de sonido                                             | Tatu (Kolade Morakinyo)                                       | Ganador   | [ 15 ] [ 16 ] |
| 2018 | Premios Africa Magic Viewers 'Choice | Mejor banda sonora de películas / series de TV                     | Tatu (Evelle)                                                 | Ganador   | [ 15 ] [ 16 ] |
| 2018 | Premios Africa Magic Viewers 'Choice | Mejor actriz de soporte                                            | Toyin Aimakhu, Funfola Afofiyebi-Raimi                        | Nominado  | [ 15 ] [ 16 ] |
| 2018 | Premios Africa Magic Viewers 'Choice | Mejor película de África occidental                                | Tatu                                                          | Nominado  | [ 15 ] [ 16 ] |
| 2018 | Premios Africa Magic Viewers 'Choice | Mejor Director                                                     | Don Omope (Tatu)                                              | Nominado  | [ 15 ] [ 16 ] |
| 2018 | Premios Africa Magic Viewers 'Choice | Mejor director de arte                                             | Don Omope, Yolanda Okereke, Segun Arinze, Tolu Awobiye (Tatu) | Nominado  | [ 15 ] [ 16 ] |
| 2018 | Premios Africa Magic Viewers 'Choice | Mejor diseñador de iluminación en películas / series de televisión | Akpe Ododuru, Tunde Akinniyi (Tatu)                           | Ganador   | [ 15 ] [ 16 ] |
| 2018 | Premios Africa Magic Viewers 'Choice | Mejor diseñadora de vestuario de película / serie de TV            | Yolanda Okereke                                               | Nominado  | [ 15 ] [ 16 ] |
| 2018 | Premios Africa Magic Viewers 'Choice | Mejor artista de maquillaje Película / Serie de TV                 | Thelma Ozy Smith, Efecto Hakeem Onilogbo                      | Ganador   | [ 15 ] [ 16 ] |